# Аньюмас
Аньюмас (порт. Anhumas) — муниципалитет в Бразилии, входит в штат Сан-Паулу. Составная часть мезорегиона Президенти-Пруденти. Входит в экономико-статистический микрорегион Президенти-Пруденти. Население составляет 3536 человек на 2006 год. Занимает площадь 320,926 км². Плотность населения — 11,0 чел./км².

## Статистика
- Валовой внутренний продукт на 2003 составляет 45.900.519,00 реалов (данные: Бразильский институт географии и статистики).
- Валовой внутренний продукт на душу населения на 2003 составляет 13.193,60 реалов (данные: Бразильский институт географии и статистики).
- Индекс развития человеческого потенциала на 2000 составляет 0,752 (данные: Программа развития ООН).

## География
Климат местности: субтропический. В соответствии с классификацией Кёппена, климат относится к категории Cfb.